# Anat Draigor
Anat Draigor, née le 22 mars 1960, est une joueuse israélienne de basket-ball.

## Carrière
Avec l'équipe d'Israël de basket-ball féminin, elle termine huitième du Championnat d'Europe en 1991.
Elle joue au niveau professionnel de 1985 à 1994, évoluant la majorité de sa carrière à l'Elitzur Holon.
Elle évolue à deux reprises dans le Championnat de France, lors de la saison 1980-1981 au Clermont Université Club remportant le titre de championne de France (elle doit quitter le club à la suite de la décision de la Fédération française de basket-ball d'interdire les joueuses étrangères dans le championnat) et lors de la saison 1991-1992 au Racing club de France. 